# Sinfonia n.º 2 (Górecki)
A Sinfonia n.º 2, 'Coperniciana', Op. 31 (II Symfonia 'Kopernikowska') foi escrita em 1972 por Henryk Mikołaj Górecki para celebrar o 500.º aniversário do nascimento do astrónomo Nicolau Copérnico. Escrita para soprano, barítono, coro e orquestra, contém textos dos Salmos n.º 145, 6 e 135, bem como um fragmento do livro de Copérnico De revolutionibus orbium coelestium.
Consta de dois movimentos com uma duração aproximada de 35 minutos. A sinfonia foi uma encomenda da Fundação Kosciuszko de Nova Iorque e tornou-se uma oportunidade para o compositor de chegar a uma audiência fora da sua Polónia natal. Como é habitual, levou a cabo uma extensa investigação sobre a matéria e estava interessado em particular nas implicações filosóficas da descoberta de Copérnico, das quais nem todas via como positivas. Como Norman Davies comentou: «A sua descoberta, a rotação da Terra em redor do Sol, causou a maior revolução possível nos anteriores conceitos de influência humana».